# Jessica Learmonth
Pour les articles homonymes, voir Learmonth.
Jessica Learmonth, née le 18 avril 1988 à Leeds, est une triathlète britannique championne d'Europe en triathlon courte-distance 2017, et championne olympiques en relais mixte en 2021 avec l’équipe de Grande-Bretagne.

## Biographie

### Jeunesse
Jessica Learmonth naît et grandit à Leeds, elle a connu très jeune comme première expérience sportive un mini-triathlon de charité, son père qui était déjà sportif l'emmenait dans ce genre d'évènements. Ensuite elle a performé dans la natation puisqu'elle a ramené une médaille pour son club (City of Leeds Swimming Club) au niveau national. Etant fan de Leeds United, Jessica a officiellement joué au golf au Wetherby Golf Club et au football pour la Leeds United Ladies Academy avant de passer au triathlon. 

### Carrière en triathlon
Jessica remporte son premier triathlon en coupe d'Europe 2016 au Portugal l'étape de Quarteira avant de remporter la même année l'épreuve de Gran Canaria en Espagne. L'anglaise devient championne d'Europe en 2017 à Kitzbühel et vice-championne d'Europe l'année d'après à Glasgow. Elle finit deuxième   de la finale des séries mondiales de triathlon et prend également la deuxième place du classement général en 2019. Le 15 août 2019, lors d'une course de qualification olympique pour les Jeux de 2020, elle termine première main dans la main avec sa compatriote Georgia Taylor-Brown mais est disqualifiée par la Fédération internationale de triathlon pour avoir enfreint le règlement qui interdit de franchir la ligne d'arrivée à deux de façon volontaire. La victoire revient alors la Bermudienne, double championne du monde Flora Duffy. En 2021, Jessica est championne olympiques en relais mixte en 2021 avec l'équipe de Grande-Bretagne à Tokyo en compagnie de Jonathan Brownlee, Georgia Taylor-Brown et Alex Yee, ils sont les premiers champions de cette nouvelle discipline olympique.

## Palmarès
Le tableau présente les résultats les plus significatifs (podium) obtenus sur le circuit national et international de triathlon depuis 2014,.
| Année | Compétition                                   | Pays                | Position           | Temps           |
| ----- | --------------------------------------------- | ------------------- | ------------------ | --------------- |
| 2021  | WTS Leeds                                     | Royaume-Uni         | Médaille d'argent  | 1 h 54 min 37 s |
| 2019  | Championnat du monde - Classement Général     |                     | Médaille d'argent  | 5326 points     |
| 2019  | WTS Lausanne (Finale)                         | Suisse              | Médaille d'argent  | 2 h 2 min 49 s  |
| 2019  | WTS Bermudes                                  | Bermudes            | Médaille d'argent  | 2 h 1 min 33 s  |
| 2018  | Championnats d'Europe de triathlon Glasgow    | Écosse              | Médaille d'argent  | 1 h 59 min 46 s |
| 2018  | WTS Abou Dabi                                 | Émirats arabes unis | Médaille d'argent  | 1 h 0 min 57 s  |
| 2017  | WTS Rotterdam (finale)                        | Pays-Bas            | Médaille de bronze | 2 h 0 min 57 s  |
| 2017  | WTS Stockholm                                 | Suède               | Médaille d'argent  | 2 h 1 min 30 s  |
| 2017  | Championnats d'Europe de triathlon Kitzbühel  | Autriche            | Médaille d'or      | 1 h 57 min 50 s |
| 2017  | Coupe d'Europe - l'étape de Gran Canaria      | Espagne             | Médaille d'or      | 2 h 1 min 29 s  |
| 2017  | Coupe du monde - l'étape sprint du Cap        | Afrique du Sud      | Médaille d'argent  | 0 h 59 min 35 s |
| 2016  | Championnats d'Europe de triathlon sprint     | France              | Médaille d'argent  | 57 min 49 s     |
| 2016  | Championnats britanniques de triathlon sprint | Royaume-Uni         | Médaille d'or      | 1 h 1 min 44 s  |
| 2016  | Coupe d'Europe - l'étape de Quarteira         | Portugal            | Médaille d'or      | 2 h 1 min 55 s  |
| 2016  | Londres Triathlon                             | Royaume-Uni         | Médaille d'argent  | Timing          |
| 2015  | Championnats britanniques de triathlon sprint | Royaume-Uni         | Médaille de bronze | 1 h 3 min 6 s   |
| 2014  | Coupe d'Europe Finale - l'étape de Madrid     | Espagne             | Médaille de bronze | 2 h 11 min 16 s |

| Année | Compétition                          | Pays      | Position           | Temps           |
| ----- | ------------------------------------ | --------- | ------------------ | --------------- |
| 2021  | Jeux olympiques - relais mixte       | Japon     | Médaille d'or      | 1 h 23 min 41 s |
| 2020  | Championnat du monde en relais mixte | Allemagne | Médaille de bronze | 1 h 18 min 57 s |
| 2019  | WTS Tokyo                            | Japon     | Médaille d'argent  | 1 h 26 min 33 s |

| Année | Nombres | Étapes                                          |
| ----- | ------- | ----------------------------------------------- |
| 2021  | 3       | Londres, Munich, Jersey + du classement général |
| 2020  |         | (+ Arena Games Rotterdam)                       |
| Total | 3       | 3 villes différentes                            |